# Daniel Sperrle

Daniel Sperrle, född (Daniel Sperrle-Jonsson) 1982 i Sundbyberg, är en svensk tidigare professionell ishockeymålvakt.

## Spelarkarriär
Sperrle innehar världsrekordet för professionella ishockeymålvakter, i modern tid, i att hålla nollan flest antal minuter i sträck. I slutspelet med HK Dmitrov, Moskva, Ryssland, 2009 slog Sperrle, med sina 390 minuter och 12 sekunder (över 6,5 matcher), Brian Boucher, NHL, Philadelphia Flyers, tidigare rekord på 332 minuter.
Den 13 oktober 2008 blev Sperrle, genom sin debut med Dinamo Riga, Lettland, KHL, den första svenska målvakten i historien att spela i KHL (Kontinental Hockey League). 
2010 återvände Sperrle från Ryssland för spel med VIK Västerås HK i Hockeyallsvenskan.
Hans moderklubb är AIK Ishockey men han han debuterade i SHL (dåvarande Elitserien) säsongen 2000-2001 med Leksands IF. Andra klubbar i SHL som Sperrle representerat är Linköpings HC, Mora IK, Brynäs IF.
1997 vann Sperrle TV-pucken med Stockholm och fick i samma turnering motta pris som turneringens bästa målvakt. 
Säsongen 1998-1999 representerade Sperrle Sveriges U17-landslag i Ungdoms-OS i Slovakien, Poprad-Tatry. Där vann han silvermedalj tillsammans med målvaktskollegan Henrik Lundqvist, NHL, New York Rangers.
På sin meritlista har Sperrle 8 säsonger i SHL, 6 säsonger i Hockeyallsvenskan, 1 säsong i KHL, 2 säsonger i Vyssjaja chokkejnaja liga (Russia2), 1 säsong i Superisligaen (tidigare Metal Ligaen-Danmark) samt 1 säsong i Hockeyettan.
Sperrle avslutade, i samband med Vita Hästens avancemang till Hockeyallsvenskan, sin professionella karriär 2014.
Sperrle spelade säsongen 2023-2024 för Faluklubben BK Ockra i Hockeytrean.

## Klubbar
- AIK Ishockey (Moderklubb)
- Leksands IF
- IFK Arboga IK
- Linköpings HC
- Halmstad Hammers HC (Lån)
- Mora IK
- Brynäs IF
- HK Dmitrov
- Dinamo Riga
- Molot Perm
- VIK Västerås HK
- Esbjerg Energy (Tidigare EfB Ishockey)
- HC Vita Hästen